# Moon Jae-in
En aquest nom coreà, el cognom és Moon.
Moon Jae-in (coreà: 문재인)  (Geoje, 24 de gener de 1953) és un polític sud-coreà, president de Corea del Sud del 2017 al 2022.
Moon va ser líder de l'oposició a la 19a Assemblea Nacional abans de d'esdevenir-ne president el 2015. Prèviament, va ser candidat presidencial pel Partit Democràtic de Cora a les eleccions presidencials de Corea del Sud de 2012 després de guanyar per majoria en les primàries del partit, però va perdre davant de Park Geun-hye, del conservador Partit Saneuri. Abans d'involucrar-se en política va ser advocat i cap de personal del president Roh Moo-hyun.
El 2018 va ser un dels protagonistes de la Cimera coreana de 2018.